# Crespières
Crespières is een gemeente in het Franse departement Yvelines (regio Île-de-France) en telt 1625 inwoners (2005). De plaats maakt deel uit van het arrondissement Saint-Germain-en-Laye.

## Geografie
De oppervlakte van Crespières bedraagt 14,9 km², de bevolkingsdichtheid is 109,1 inwoners per km².
De onderstaande kaart toont de ligging van Crespières met de belangrijkste infrastructuur en aangrenzende gemeenten.

## Demografie
Onderstaande figuur toont het verloop van het inwonertal (bron: INSEE-tellingen).